# Geoffry Scoones

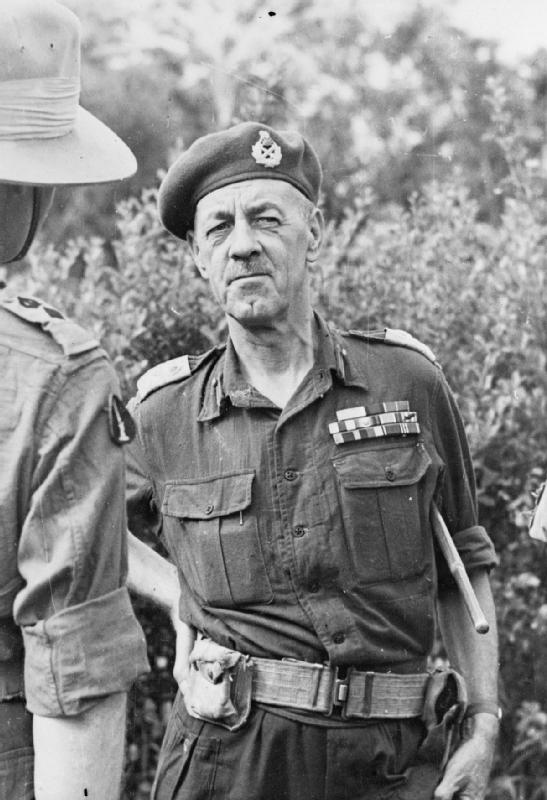
Generalleutnant Sir Geoffry Scoones (1944)

Sir Geoffry Allen Percival Scoones, KCB, KBE, CSI, DSO, MC (* 25. Januar 1893 in Karatschi, Britisch-Indien; † 19. September 1975 in Cambridge, Cambridgeshire) war ein britischer Offizier der British Army, der unter anderem als General zwischen 1942 und 1944 Kommandierender General des IV Corps war. Er fungierte zudem von 1953 bis 1957 als Hochkommissar des Vereinigten Königreichs in Neuseeland.

## Leben
Geoffry Allen Percival Scoones war der ältere Sohn von Major Fitzmaurice Scoones, der als Offizier der The Royal Fusiliers (City of London Regiment) in Britisch-Indien diente, sowie der ältere Bruder des späteren Generalmajors Sir Reginald Laurence „Cully“ Scoones, KBE, CB, DSO (1900–1991). Er absolvierte nach dem Besuch des Wellington College in Berkshire eine Offiziersausbildung am Royal Military College Sandhurst und wurde nach deren Abschluss 1912 als Leutnant in die Britisch-Indische Armee übernommen. Er diente daraufhin als Offizier im Gurkha-Schützenregiment 8th Gurkha Rifles und nahm am Ersten Weltkrieg teil und wurde für seine militärischen Verdienste 1917 mit dem Distinguished Service Order (DSO) sowie ferner mit dem Military Cross (MC) ausgezeichnet. 
Nach Kriegsende fand Scoones zahlreiche weitere Verwendungen als Offizier der Britisch-Indischen Armee und war zwischen 1922 und 1923 Absolvent der Stabsschule in Quetta. Während er das Imperial Defence College (IDC) in London absolvierte, erhielt er am 1. Januar 1933 den Brevet-Rang eines Oberstleutnants (Brevet Lieutenant-Colonel). Am 29. April 1935 wurde er zum Oberstleutnant (Lieutenant-Colonel) befördert und war daraufhin im Anschluss zwischen dem 29. April 1935 und dem 29. Januar 1939 Kommandeur des 2. Bataillons der 8th Gurkha Rifles. Für seine Verdienste wurde er 1935 zum Offizier des Order of the British Empire (OBE) ernannt. Am 29. Januar 1939 erhielt er seine Beförderung zum Oberst (Colonel), wobei diese Beförderung auf den 1. Januar 1936 zurückdatiert wurde, und übernahm daraufhin vom 29. Januar 1939 bis zum 16. Mai 1940 den Posten als Generalstabsoffizier Ersten Grades im Hauptquartier der Britisch-Indischen Armee. Nachdem er den kommissarischen Rang eines Brigadiers (Acting Brigadier) erhalten hatte, war er zu Beginn des Zweiten Weltkrieges zwischen dem 17. Mai 1940 und dem 16. April 1941 stellvertretender Direktor für militärische Operationen im Hauptquartier der Britisch-Indischen Armee. In dieser Funktion erhielt er am 17. November 1940 den zeitlich befristeten Rang eines Brigadiers (Temporary Brigadier).

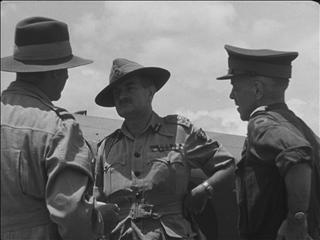
Generalleutnant Scoones (rechts) im Gespräch mit General William Slim (Mitte) und Air Commodore S. F. Vincent (1944).

Abzeichen des IV Corps.

Am 17. April 1941 wurde Geoffry Scoones zum kommissarischen Generalmajor (Acting Major-General) ernannt und war anschließend im Hauptquartier der Britisch-Indischen Armee vom 17. April bis zum 14. August 1941 erst Direktor für militärische Operationen und Nachrichtendienstwesen sowie zwischen dem 15. August 1941 und dem 8. April 1942 Direktor für militärische Operationen. Für seine Verdienste wurde er 1942 zum Companion des Order of the Star of India (CSI) ernannt. Als Nachfolger von Brigadier John Smyth übernahm er am 8. April 1942 den Posten als Kommandeur der 19th Indian Infantry Division und hatte diesen bis zu seiner Ablösung durch Generalmajor Thomas Wynford Rees am 29. Juli 1942 inne. In dieser Verwendung erhielt er am 17. April 1942 zunächst den zeitlich befristeten Rang eines Generalmajors (Temporary Major-General), ehe er am 17. September 1942 zum Generalmajor (Major-General) befördert wurde.
Als Nachfolger von Generalleutnant Noel Irwin war er zwischen dem 29. Juli 1942 und seiner Ablösung durch Generalleutnant Frank Messervy am 8. Dezember 1944 Kommandierender General des in Britisch-Indien und in Burma eingesetzten IV Corps.  In dieser Verwendung erhielt er am 1. August 1942 zunächst den kommissarischen Dienstgrad eines Generalleutnants (Acting Lieutenant-General) sowie ein Jahr später am 1. August 1943 den zeitlich befristeten Rang eines Generalleutnants (Temporary Lieutenant-General). Schließlich erhielt er am 6. Juni 1944 seine Beförderung zum Generalleutnant (Lieutenant-General), wobei die Beförderung auf den 2. April 1944 zurückdatiert wurde. 
Im Verband der 14. Armee nahmen seine Truppen an der Schlacht um Imphal teil. Für seine Verdienste wurde er 28. September 1944 als Knight Commander des Order of the British Empire (KBE) nobilitiert, wodurch er fortan den Namenszusatz „Sir“ führte. In den letzten Kriegsjahren übernahm er am 19. Dezember 1944 von Generalleutnant Henry Willcox den Posten als Oberkommandierender des Zentralkommandos der Britisch-Indischen Armee (Central Command (India)) und hatte diesen bis zum 4. Mai 1946 inne, woraufhin dieses Kommando aufgelöst wurde.
Nach Ende dieser Funktion wurde Sir Geoffry Scoones am 15. April 1946 befördert, wobei auch diese Beförderung auf den 30. Juni 1945 zurückdatiert wurde. Am 1. Januar 1947 wurde er als Nachfolger von General Sir Mosley Mayne Militärischer Sekretär und in Personalunion Leitender Stabsoffizier im Ministerium für Indien (India Office) und bekleidete beide Funktionen bis zur Auflösung des Ministeriums im Zuge der Unabhängigkeit von Indien vom Vereinigten Königreich am 15. August 1947. Zugleich wurde er am 1. Januar 1947 auch Knight Commander des Order of the Bath (KCB) und diente zwischen dem 1. März 1947 und dem 1. August 1949 bei König Georg VI. als Generaladjutant (Aide-de-camp General). Er fungierte des Weiteren zwischen 1947 und 1953 als Leitender Stabsoffizier im Ministerium für Beziehungen zum Commonwealth of Nations (Commonwealth Relations Office), wobei er am 30. Juni 1949 aus dem aktiven Militärdienst schied und in den Ruhestand trat. Zuletzt löste er 1953 Sir Roy Price als Hochkommissar des Vereinigten Königreichs in Neuseeland ab und verblieb auf diesem diplomatischen Posten in Wellington bis 1957, woraufhin Sir George Mallaby seine dortige Nachfolge antrat.
Aus seiner 1918 geschlossenen Ehe Angela Maud Buller, Tochter des Geistlichen Reverend Spencer R. A. Buller, ging die Tochter Anne Moubray Scoones († 2007) hervor, die mit dem Unternehmer Edmund Hoyle Vestey (1932–2007) verheiratet war.

## Hintergrundliteratur
- Richard Mead: Churchill’s Lions. A biographical guide to the key British generals of World War II, Spellmount, Stroud 2007, ISBN 978-1-86227-431-0